# Physonota helianthi
Physonota helianthi är en skalbaggsart som först beskrevs av Randall 1838.  Physonota helianthi ingår i släktet Physonota och familjen bladbaggar. Inga underarter finns listade i Catalogue of Life.